# Paresh Rawal
Paresh Rawal (gudżarati: પરેશ રાવળ Pareś Rāvaḷ) (ur. 30 maja 1950) – indyjski aktor grający w filmach Bollywoodu drugoplanowe role komediowe i negatywne, a od 2000 tylko komediowe. Rodem z Gudżaratu, aktualnie w Mumbaju. 8 nagród, 13 nominacji do nagród. Nagrodzony za negatywną rolę w Sir (1993) i za komediowe w Awara Paagal Deewana 2002, Raja (1995) i Hera Pheri (2000).

## Filmografia
HINDI
- Familywala (2008) – w produkcji
- Yahhuu (2008) – w produkcji
- One Two Three (2008) – w produkcji
- Pyaar Kiya Nahin Jaata (2008) – w produkcji
- Radheshyam Seetaram (2008) – w produkcji
- Jaane Tu Ya Jaane Na (2008) - inspektor waghmare
- Welcome 2007 – Md (Dr. Ghungroo)
- Zakaz palenia 2007 – Baba Bengali Sealdahwale
- Bhool Bhulaiyaa (2007) – Batuk Shankar
- Mumbai Meri Jaan
- Good Boy, Bad Boy (2007) – szef college’u
- Bez cukru (2007) – Om
- Hattrick (2007) – Hemu Patel
- Bhagam Bhag (2006) – Champak Chaturved
- Fool and Final (2007) – Choubey
- Yun Hota Toh Kya Hota (2006)
- Szalona przyjaźń (2006) – Dada ji
- Jaane Hoga Kya (2006) – Dr. Krishnan
- Chup Chup Ke (2006) – Gundya
- Phir Hera Pheri (2006) – Baburao Ganpat Apte
- 36 China Town (2006) – Natwar
- Malamaal Weekly (2006) – Lilaram
- Deewane Huye Paagal (2005) – Tommy
- Garam Masala (2005) – Mambo
- Bachke Rehna Re Baba (2005) – Monty Singh
- Hulchul (2004) – Kishen / Murari
- W sieci miłości (2004) – Patel
- Shankar Dada MBBS (2004) – Dr. Lingeswara Rao (Lingam Mama)
- Aan – Men At Work (2004) – Khalid
- fun2ssh (2003) – John D’Souza
- Aanch (2003)
- Jodi Kya Banayi Wah Wah Ramji (2003) – Ramprasad
- Ogrodnik (2003) – Hemant Patel
- Hungama (2003) – Radheysham Tiwari
- Pyasa Jism (2003)
- Serce ze złota (2003) – ojciec Jaia
- Kehtaa Hai Dil Baar Baar (2002) – Roger Patel
- Chor Machaye Shor (2002) – policjant Ranvir Singh/Raghuswami
- Awara Paagal Deewana (2002) – Manilal
- Miłosne manewry (2002) – komisarz
- Aankhen (2002) – Iliyaas
- Moksha: Salvation (2001) – wujek Sharan (Mamaji)
- Yeh Teraa Ghar Yeh Meraa Ghar (2001) – insp. O.P. Yadav
- Nayak (2001) – Bansal
- Love Ke Liye Kuch Bhi Karega (2001) – narrator
- Shikari (2000)
- Deewane (2000) – Lekhraj (wujek Vishala)
- Har Dil Jo Pyaar Karega (2000) – ojciec Goverdhana Jahnvi
- Hera Pheri (2000) – Baburao Ganpatrao Apte
- Moje serce bije po indyjsku (2000) – Mohan Joshi
- Dulhan Hum Le Jayenge (2000) – Prabhu Nath
- Bulandi (2000) – Gora Thakur
- Tera Jadoo Chal Gayaa (2000) – Gaffoor Bhai
- Hadh Kar Di Aapne (2000) – Kailash Patel
- Khoobsurat (1999) – gościnnie (Jogia Seth (Gangster))
- Gair (1999) – Jagat Mama
- Vaastav (1999) – Suleiman Bhai
- Hum Tum Pe Marte Hain (1999) – Shiv Kumar
- Haseena Maan Jaayegi (1999) – Bhootnath
- Aarzoo (1999) – Kailashnath
- Bade Dilwala (1999) – Manubhai/Harshadbhai Shroff
- Aa Ab Laut Chalen (1999) – policjant Jack Patel
- Kudrat (1998) – Sukhiram
- China Gate (1998) – inspektor Barot
- Hero Hindustani (1998) – Dadaji
- Bade Miyan Chhote Miyan (1998) – Zorawar Bhai
- Barood (1998)
- Angaarey (1998) – Jaggu
- Satya (1998) – Amod Shukla
- Achanak (1998) – Saagar Srivastav
- Dandnayak (1998) – Bankhelal Chaurasia
- Kabhi Na Kabhi (1998) – Kachra Seth
- Badmaash (1998) – Lalu Seth
- Chachi 420 (1997) – Hariharan 'Haribhai'
- Qahar (1997) – Velji Patel
- Ghulam-E-Mustafa (1997) – Shanta Prasad/Abba
- Mr And Mrs Khiladi (1997) – Shalu'S Mamu
- Daud: Fun on the Run (1997) – Pinky
- Gupt (1997) – Ishwar Diwan (ojciec Isha)
- Insaaf (1997) – Chiman Bhai
- Mahaanta (1997) – Nanu Bhai Chatewala
- Zameer (1997) – Raja Gajraj Singh
- Mrityudaata (1997) – T.T.
- Tamanna (1997) – Tiku
- Judaai (1997) – Hasmukhlal
- Auzaar (1997) – p. Thakur (ojciec Yasha)
- Hero No.1 (1997) – Dinanath (Meena'S Grandpa
- Aar Ya Paar (1997) – inspektor Khan
- Rangbaaz (1996)
- Hahakar (1996)
- Nirbhay (1996)
- Bandish (1996)
- Vijeta (1996) – Vidhya Sagar
- Akele Hum Akele Tum (1995) – adwokat Bhujbal Kiran'S Lawyer
- Sanjay (1995) – Ranvir Singh
- Raja (1995) – Brijnath/Birju
- Janam Kundli (1995) – Wong-Li
- Baazi (1995) – posełChaturvedi Alias Chaubey
- Ab To Jeene Do (1995)
- Vartman (1995)
- Nishana (1995)
- The Gentleman (1994)
- Krantiveer (1994) – Slum Landlord
- Juaari (1994)
- Mohra (1994) – Kashinath Sahu
- Ekka Raja Rani (1994) – Nageshwar Rao
- Anth (1994) – Dabla, Don
- Aa Gale Lag Ja (1994)
- Andaaz Apna Apna (1994) – Ram Gopal Bajaj/Teja
- Laadla (film) (1994)
- Milan (film) (1994) – inspektor Kotak
- Dilwale (1994) – Mama Thakur
- Sardar (1994) – Sardar Patel
- Aag Aur Chingari (1994)
- Shatranj (1993)
- Parwane (1993)
- Aadmi (1993)
- Sir (1993) – Velji
- Krishan Avtar (1993)
- Kayda Kanoon (1993) – Kalika Prasad
- Muqabla (1993)
- Dil Ke Baazi (1993) – Santosh
- Damini (1993])
- Platform (1993) – Shetty
- Roop Ki Rani Choron Ka Raja (1993) – Girdharilal
- Phool Aur Angaar (1993)
- King Uncle (1993) – Pratap
- Pehla Nasha (1993) – inspektor Mazumdar
- Yugandhar (1993)
- Maya Memsaab (1993) – Lalaji
- Jigar (1992) – Lal Behari
- Dushman Zamana (1992)
- Jeena Marna Tere Sang (1992)
- Zulm Ki Hukumat (1992)
- Police Officer (1992)
- Virodhi (1992) – Badrinath Pandey
- Adharm (1992) – Raghunath Verma
- Karm Yoddha (1992) – inspektor Deshmukh
- Daulat Ki Jung (1992) – Haribhai
- Lambu Dada (1992)
- Tilak (film) (1992)
- Shankara (1991) – Diwanji
- Pratikaar (1991) – Sajhan Srivastav
- Izzat (1991)
- Prem Qaidi (1991)
- Aye Milan Ki Raat (1991)
- Fateh (1991)
- Yodha (1991) – Chagganlal
- Gunhegar Kaun (1991)
- Do Pal (1991)
- Baharon Ki Manzil (1991)
- Haque (1991)
- Saathi (1991)
- Shiva (1990)
- Nyay Anyay (1990) – Malhotra
- Zakhmi Zameen (1990)
- Gunahon Ka Devta (1990)
- Swarg (1990) – Dhanraj
- Krodh (1990) – Avasthi
- Awaargi (1990) – Bhau
- Kafila (1990)
- Taaqatwar (1989) – Ganguram Tulsiram (Gangiya)
- Hathyaar (1989) – tamilski gangster
- Ram Lakhan (1989) – Bhanu
- Vardi (1989) – Rudra
- Sone Pe Suhaga (1988) – Tejaa
- Aakhri Adalat (1988) – Girja Shankar
- Khatron Ke Khiladi (1988) – właściciel firmy przewozowej
- Falak (1988) – Narang
- Kabzaa (1988) – Veljibhai Soda
- Kharidaar (1988)
- Uttar Dakshin (1987)
- Marte Dam Tak (1987)
- Dacait (1987) – Vishnu Pandey (Thanedar)
- Mirch Masala(1987) – Villager
- Samundar (1986) – Hansukh
- Naam (1986) – Rana
- Bhagwan Dada (1986) – inspektor Vijay
- Arjun (1985) – Annu Bhai
- Lorie (1985) – Attorney
- Holi (1984)
- Dushmanon Ka Dushman (1984)

TELUGU
- Money 1993
- Money Money 1994
- Kshana Kshanam
- Shankar Dada MBBS 2004

## Playback – śpiew w filmie
- Fun2ssh (2003)
- Hera Pheri (2003)